# Coles Sports and Recreation Center
 (octobre 2024).
Si vous disposez d'ouvrages ou d'articles de référence ou si vous connaissez des sites web de qualité traitant du thème abordé ici, merci de compléter l'article en donnant les références utiles à sa vérifiabilité et en les liant à la section « Notes et références ».
Le Coles Sports and Recreation Center est le principal centre sportif de l'Université de New York (NYU).

## Histoire
Le bâtiment est nommé en l'honneur de Jerome S. Coles, un ancien élève et bienfaiteur de l'université. Il est souvent considéré comme le centre névralgique des activités sportives et de loisirs. Le centre est équipé pour accueillir une grande variété d'activités sportives, qu'elles soient individuelles ou collectives. Par ailleurs, le Coles Center accueille non seulement tous les matchs à domicile des équipes de la NYU, mais également des championnats régionaux ou nationaux. 